# 贝坦维莱尔
贝坦维莱尔（法語：Bettainvillers）是法国默尔特-摩泽尔省的一个市镇，属于布里埃区（Briey）奥丹勒罗芒县（Audun-le-Roman）。该市镇总面积4.53平方公里，2009年时的人口为206人。

## 人口
贝坦维莱尔人口变化图示